# Aldo Canepa
Aldo Canepa (Sassari, 6 luglio 1892 – Milano, 15 agosto 1931) è stato un compositore e direttore d'orchestra italiano.

## Biografia
Aldo Canepa riceve i primi insegnamenti musicali dal padre Luigi, anch'egli musicista, per poi proseguire come autodidatta. È stato per tre anni insegnante di pianoforte, canto corale e solfeggio a Sassari, nell'Istituto Musicale Municipale. Ha composto parti pianistiche e vocali, ed ha diretto le stagioni liriche di Sassari, Livorno, Foggia e Roma. Ha anche sostituito Mugnone e Mascagni.
È sepolto nel Cimitero Monumentale di Sassari insieme alla nonna paterna (Angela Solari) e al padre Luigi Canepa